# Atuna racemosa
Atuna racemosa är en tvåhjärtbladig växtart som beskrevs av Constantine Samuel Rafinesque. Atuna racemosa ingår i släktet Atuna och familjen Chrysobalanaceae. Inga underarter finns listade i Catalogue of Life.

## Bildgalleri

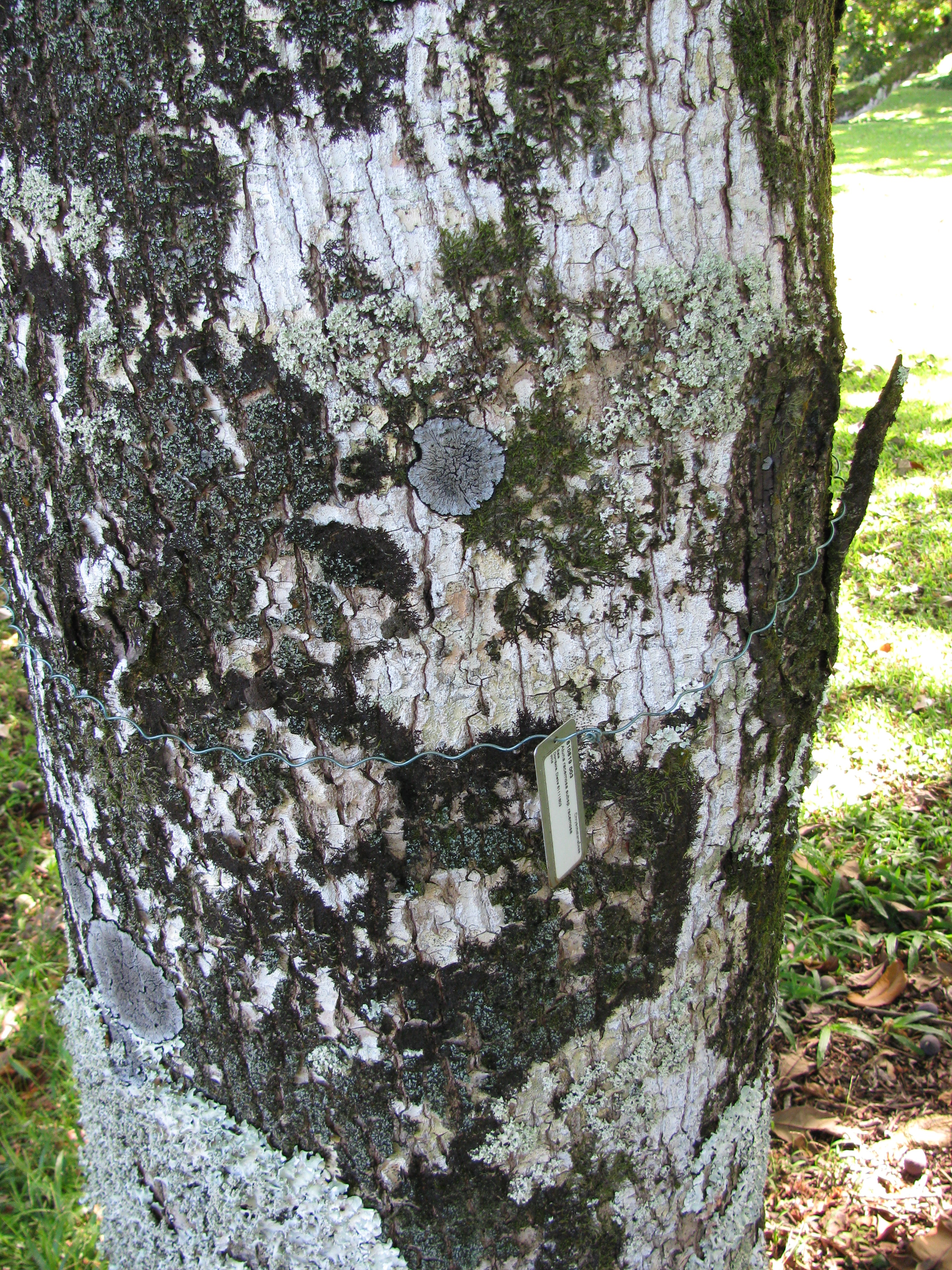
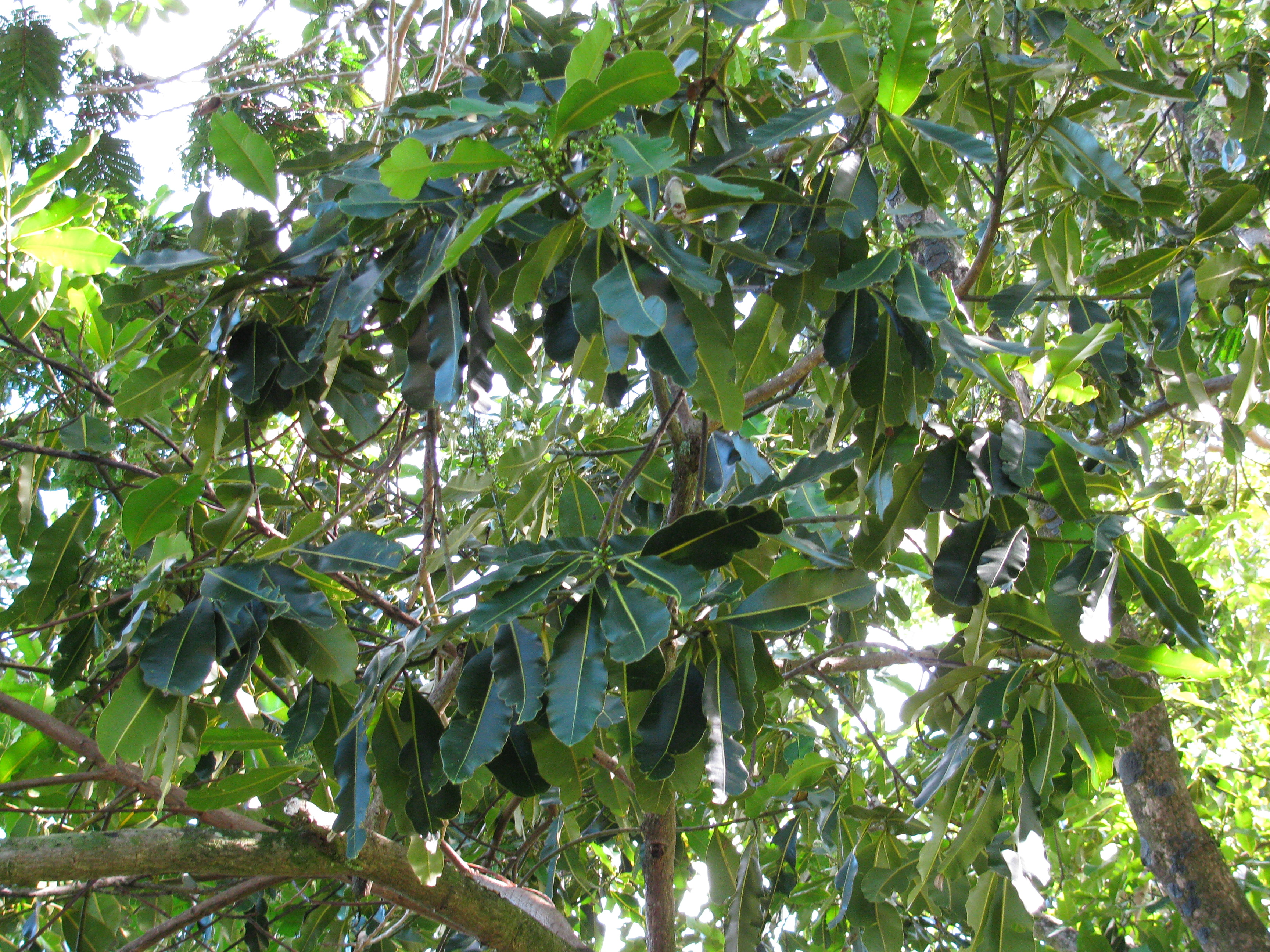
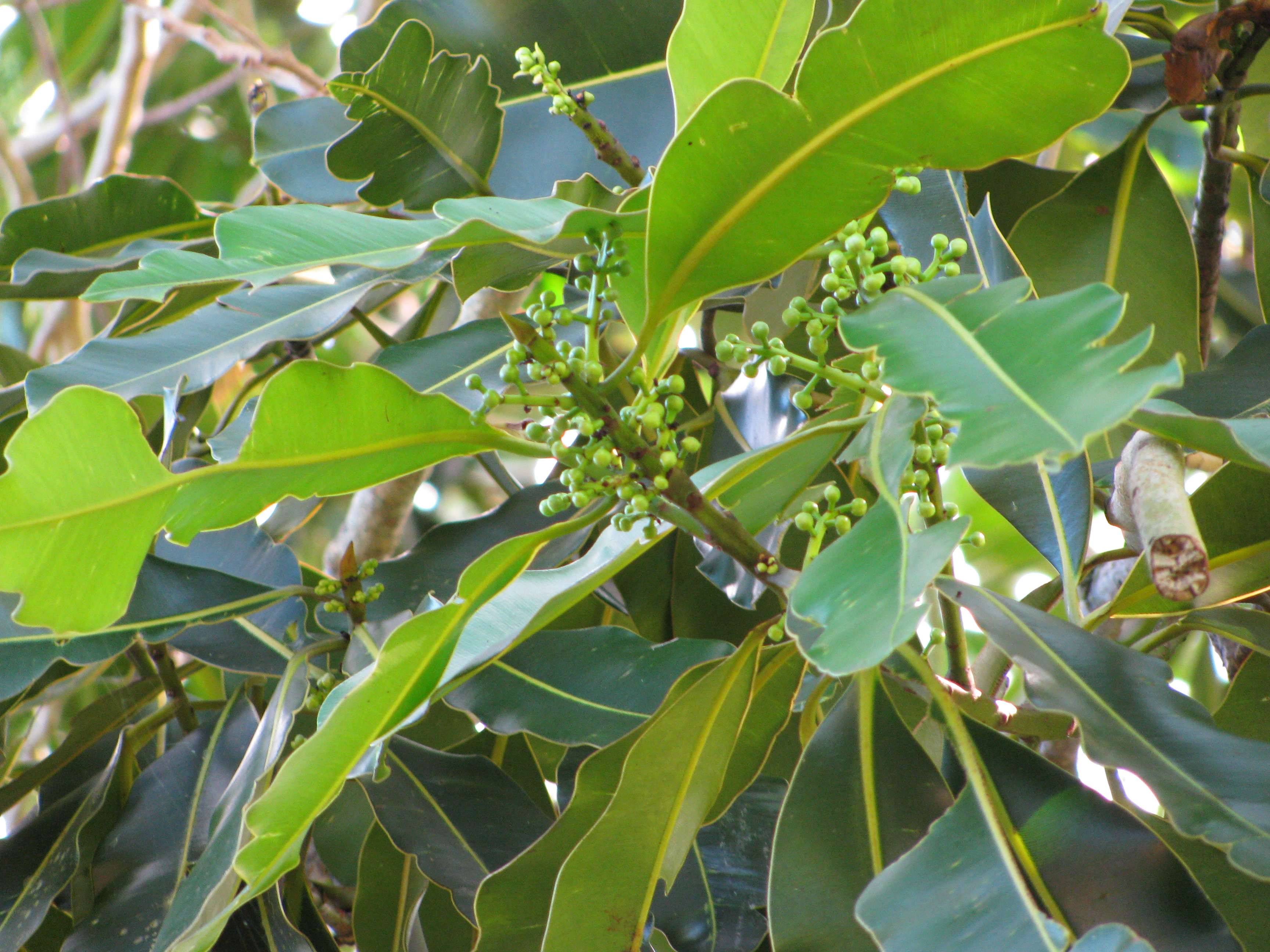